# Kościół św. Michała Archanioła w Płazowie
Kościół świętego Michała Archanioła – rzymskokatolicki kościół parafialny należący do dekanatu Narol diecezji zamojsko-lubaczowskiej.
Jest to świątynia wzniesiona z kamienia i cegły, jednonawowa, posiadająca prostokątne prezbiterium, zbudowana w 1818 roku i konsekrowana w 1843 roku.
W latach 2009–11 bryła świątyni została wyremontowana, zostało wymienione pokrycie dachu, na miejscu eternitu została położona blacha miedziana. Wszystkie ściany kościoła zostały wzmocnione, pozszywane, został wykonany nowy wieniec, tak, aby świątynia mogła funkcjonować i była zabezpieczona na kolejne lata. Następnie została wykonana nowa elewacja świątyni, a w 2014 roku zostały wprawione nowe okna.